# Diploderma bowoense
Diploderma bowoense — вид ігуаноподібних ящірок родини агамових (Agamidae). Ендемік Китаю. Описаний у 2021 році.

## Поширення і екологія
Diploderma bowoense відомі з типової місцевості, розташованої в районі села Бово в Мулі-Тибетському автономному повіті на південному заході провінції Сичуань, на висоті 2328 м над рівнем моря. Вони живуть в середній течії річки Ялунцзян, в сухих, порослих травою долинах.